# George Matanzima
George Mzimvube Matanzima (* 26. Dezember 1918 in Qamata; † 10. November 2000 in Queenstown) war Rechtsanwalt, Minister und später Premierminister der Republik Transkei und südafrikanischer Politiker.
George Matanzima war der Sohn des Mhlolo Mvuso Matanzima Mtirara, der Chief der Gruppe der Emigrant Thembus war. Matanzima wuchs in seinen ersten Lebensjahren im westlichen Tembuland auf und wurde zur Schulbildung an das Lovedale College bei Alice gegeben. Hier legte er 1940 sein Matric ab, um danach am South African Native College zu studieren, wo er 1944 einen Bachelor of Science erwarb. Gern hätte Matanzima sich weiter auf der bisherigen wissenschaftlichen Laufbahn begeben, beschloss jedoch einen beruflichen Weg im juristischen Bereich einzuschlagen. Deshalb legte er 1949 (nach anderen Angaben 1951) das Zulassungsexamen als Rechtsanwalt (Attorney-at-Law) ab. In diesem Beruf war Matanzima in Engcobo bis 1959 tätig. Danach übernahm er als Chief für zwei Jahre die traditionelle Führungsrolle in Emigrant Thembuland.
Zu Beginn des Jahres 1963 begann seine politische Laufbahn. Es war das Jahr, als die von seinem Bruder Kaiser Matanzima und ihm gegründete Transkei National Independence Party (TNIP) die Wahlen zur Transkeian Legislative Assembly gewann und die politische Führung übernahm. Er wurde Mitglied der Transkeian Legislative Assembly (deutsch etwa: „Gesetzgebende Versammlung der Transkei“) und der Transkeian Territorial Authority (Verwaltungsbehörde) in mehreren Ausschüssen dieser Körperschaft. 1964 übernahm Matanzima das Amt des Justizministers in der Transkei-Verwaltung, 1967 das des Bildungsministers und war von 1971 bis 1978 erneut als Justizminister tätig. Später folgte die Berufung zum Verteidigungsminister sowie zum stellvertretenden Premierminister der Transkei. In der letzten Amtsperiode lag der Übergang (1976) vom selbstverwalteten Homeland zur vermeintlich unabhängigen Republik Transkei. Im Januar 1979 übernahm er schließlich den Posten des Premierministers. Während dieser Zeit verschlechterten sich die Beziehungen der Transkei zur benachbarten Ciskei, weil deren Präsident Lennox Sebe die Unabhängigkeitserklärung der Transkei missbilligt haben soll.
Im Jahr 1976 bereiste er Nordamerika und Europa.
Am 1. Oktober 1987 trat George Matanzima unter Korruptionsvorwürfen während eines blutigen Militärputsches (September coup) durch Bantu Holomisa ab und floh nach Südafrika. Das putschende Militär verneinte einen erzwungenen Rücktritt und seine Flucht. Nach deren Darstellungen weilte er aus Gesundheitsgründen in Port Elizabeth. Nach anderen Quellen besuchten am 23. September 1987 bewaffnete Angehörige der Transkei Defence Force sechs Minister und zwei ihrer Stellvertreter, die sie unter Androhung von Schusswaffengebrauch bedrängten, ihre Rücktrittserklärungen zu unterschreiben. In derselben Nacht reiste George Matanzima nach Port Elizabeth.

## Persönliches
George Matanzima verstarb im Frontier Hospital in Queenstown.